# Edappadi
Edappadi è una suddivisione dell'India, classificata come municipality, di 48.804 abitanti, situata nel distretto di Salem, nello stato federato del Tamil Nadu. In base al numero di abitanti la città rientra nella classe III (da 20.000 a 49.999 persone).

## Geografia fisica
La città è situata a 11° 36' 38 N e 77° 50' 04 E.

## Società

### Evoluzione demografica
Al censimento del 2001 la popolazione di Edappadi assommava a 48.804 persone, delle quali 25.559 maschi e 23.245 femmine. I bambini di età inferiore o uguale ai sei anni assommavano a 5.154, dei quali 2.890 maschi e 2.264 femmine. Infine, coloro che erano in grado di saper almeno leggere e scrivere erano 30.024, dei quali 18.061 maschi e 11.963 femmine.